# Millard Fillmore
Millard Fillmore (7 de janeiro de 1800 – 8 de março de 1874) foi um político americano que serviu como o Presidente dos Estados Unidos de 1850 a 1853, sendo o último que foi membro do Partido Whig na Casa Branca. Ele serviu anteriormente na Câmara dos Representantes por Nova Iorque antes de ser eleito como o décimo-segundo vice-presidente do país na eleição de 1848. Chegou a presidência em julho de 1850 após a morte do Presidente Zachary Taylor. Como presidente, Fillmore foi essencial para a passagem do Compromisso de 1850, uma barganha que levou a uma breve trégua na batalha pela expansão da escravidão. Ele não conseguiu a nomeação do Partido Whig para tentar se reeleger em 1852 mas foi endossado pelos nativistas do Partido Know Nothing quatro anos mais tarde e tentou se eleger novamente na eleição de 1856, mas fracassou.
Fillmore nasceu em pobreza na região de Finger Lakes, no noroeste de Nova Iorque, e seus pais foram fazendeiros arrendatários durante sua adolescência. Embora tenha recebido pouca educação formal, ele saiu da pobreza através de estudo diligente para se tornar um advogado de sucesso. Ele se tornou proeminente na cidade de Buffalo como advogado e político, e foi eleito para a Assembleia Estadual de Nova Iorque em 1828 e depois para a Câmara dos Representantes em 1832. Inicialmente ele pertencia ao Partido Antimaçônico, mas depois se junto aos Whigs em meados da década de 1830. Ele era um rival pela liderança do partido estadual com o editor Thurlow Weed e seu protegido, William H. Seward. Durante sua carreira política, Fillmore chegou a declarar que considerava a escravidão como um "mal" mas também afirmou que não era papel do governo federal interferir. Seward era abertamente contra a escravidão e afirmou que o governo deveria trabalhar para encerra-la. Fillmore não conseguiu se tornar Presidente da Câmara dos Representantes quando os Whigs tomaram controle da Câmara em 1841, mas ele acabou sendo apontado como Chefe do Comitê de Formas e Meios do Congresso. Em 1844, ele tentou ser o nomeado pelo Partido Whig para ser o candidato a vice-presidente mas falhou. Nesse mesmo ano tentou também ser eleito Governador de Nova Iorque, fracassando também. Porém, em 1847, Fillmore foi eleito chefe da Controladoria do estado de Nova Iorque. No ano seguinte, conquistou a nomeação pelos Whigs para ser candidato pelo partido na eleição presidencial de 1848 como vice na chapa de Zachary Taylor. Tendo sido a segunda opção para a nomeação, ele foi escolhido por ser considerado um moderado na questão da escravidão. Taylor e Fillmore acabariam vencendo a eleição.
Como vice-presidente, Fillmore era ignorado por Zachary Taylor e mesmo quando estava distribuindo patrocínios em Nova Iorque, Taylor preferiu consultar Weed e Seward e não seu vice. Na sua qualidade de presidente do Senado, contudo, Fillmore presidiu os debates raivosos dos senadores, enquanto o Congresso debatia a questão da expansão da escravidão nos novos territórios anexados após a Cessão Mexicana. Fillmore, ao contrário de Taylor, apoiou o projeto de lei Omnibus de Henry Clay, que se tornou as bases do Compromisso de 1850. Em julho de 1850, após dezesseis meses no cargo, o presidente Zachary Taylor faleceu de problemas no estomago, abrindo caminho para a posse de Fillmore. O novo presidente imediatamente dispensou o gabinete do seu predecessor e exortou o Congresso a apoiar o Compromisso de 1850. Um dos pontos mais controversos do compromisso foi a assinatura da Lei do Escravo Fugitivo, que agilizava o retorno de escravos fugidos para aqueles que o reivindicaram como sendo sua propriedade. Fillmore decidiu apoiar a passagem e a implementação desta lei, que foi uma exigência dos estados escravocratas para endossarem o compromisso, mas acabou custando a popularidade do presidente e do Partido Whig, que dividiu-se entre as facções nortista e sulista. Nas relações exteriores, Fillmore apoiou a expedição do Comodoro Matthew C. Perry para forçar o Japão a se abrir para o comércio internacional, se opôs ao interesse francês no Havaí e foi embaraçado quando o aventureiro Narciso López lançou uma série de expedições para Cuba. Em 1852, Fillmore tentou se eleger para um mandato completo no Partido Whig, mas não conseguiu a nomeação, perdendo para Winfield Scott.
Quando os Whigs se desintegraram como partido após a presidência de Fillmore, ele e muitos de seus colegas conservadores se juntaram aos Know Nothings e formaram o "Partido Americano". Durante sua campanha para a eleição presidencial de 1856, Fillmore mal falou sobre imigração, focando-se em seu desejo de preservar a União. Ele acabou fracassando, terminando em terceiro lugar no voto popular, ganhando apenas no estado de Maryland. Durante a Guerra Civil Americana, Fillmore condenou a secessão dos estados sulistas e concordou com a posição do Presidente Abraham Lincoln de que a União tinha que ser preservada, pela força das armas, se necessário, embora muitas vezes ele criticou as políticas de guerra de Lincoln. Após a paz ser restaurada, ele apoiou as políticas de Reconstrução do Presidente Andrew Johnson. Fillmore permaneceu envolvido com os interesses cívicos na aposentadoria, inclusive servindo como chanceler da Universidade de Buffalo, que ele ajudou a fundar em 1846. Para historiadores e acadêmicos, Millard Fillmore é avaliado como um presidente fraco.

## Vida e Obra
Fillmore nasceu numa casa de madeira no Estado de Nova Iorque em 7 de janeiro de 1800, de Nathaniel Fillmore e Millard Phoebe, como o segundo de nove filhos e o filho mais velho.
Ele se apaixonou por Abigail Powers, que ele a conheceu enquanto estava na Academia Nova Esperança e, posteriormente, casaram-se em 05 de fevereiro de 1826. O casal teve dois filhos Millard Powers Fillmore e Mary Abigail Fillmore.
Em 1846, ele fundou a Universidade Privada de Buffalo (hoje a pública Universidade Estadual de Nova York), em Buffalo, hoje a maior escola do sistema universitário do estado de Nova York.
Sua carreira militar foi curta. Atuou também na Milícia de Nova York, durante a Guerra Mexicano-Americana, em 1846, e durante a Guerra de Secessão.
Depois que Taylor morreu repentinamente em 9 de julho de 1850, tornou-se presidente Fillmore. A mudança na liderança também sinalizou uma mudança abrupta na política. Taylor e Fillmore tinham visões muito diferentes sobre o tema escravidão. Antes da morte de Taylor, Fillmore disse-lhe que, como presidente do Senado, ele daria seu voto de desempate para o Compromisso de 1850.
Fillmore foi o segundo vice-presidente norte-americano a assumir a presidência após a morte do presidente titular, no seu caso, Zachary Taylor, que faleceu do que se pensava ser gastroenterite aguda ou hipertermia (calor).
Fillmore nunca foi eleito presidente, depois de ter cumprido o prazo de Taylor. Ele não conseguiu ganhar a nomeação para a presidência, pelo Partido Whig, nas eleições presidenciais de 1852, e nem quatro anos mais tarde, nas eleições de 1856, como seu partido político estava extinto. Fillmore, então, recusou-se a aderir ao novo Partido Republicano, onde muitos antigos ex-militantes do Whig, incluindo Abraham Lincoln, tinham encontrado refúgio. Mesmo assim, não saiu vitorioso da disputa.
Fillmore ajudou a fundar a Sociedade Histórica de Buffalo (hoje a Buffalo e Erie County Historical Society), em 1862, e atuou como seu primeiro presidente.
Durante toda a Guerra de Secessão, Fillmore firmou forte oposição ao presidente Abraham Lincoln, durante a Reconstrução, apoiado pelo futuro presidente Andrew Johnson. Ele comandou a União Continental, um corpo de guardas com mais de 45 anos a partir da zona do norte do estado de Nova York, durante a Guerra de Secessão.
Millard Fillmore faleceu na noite de 8 de março de 1874, devido às consequências de um acidente vascular cerebral. Suas últimas palavras foram alegadas para serem: "ao serem alimentadas com algumas sopa, o alimento é saboroso". Desde esse dia, no dia 7 de janeiro de cada ano, uma cerimônia é realizada no seu túmulo, na Floresta de Lawn Cemetery, em Buffalo.